# Апифобия
Апифо́бия (лат. apis — пчела, др.-греч. φόβος — страх), также известна как мелиссофо́бия (melissophobia) и сфексофо́бия (spheksophobia), — навязчивый иррациональный страх пчёл, ос, а также их укусов. Такой страх может быть вызван случаем нападения пчёл в детстве или наличием аллергической реакции на укусы. Также причиной возникновения апифобии может быть перенятие её у значимых взрослых или из массовой культуры (фильмы и телепередачи об опасности пчелиных укусов). Это одна из самых распространённых фобий среди детей и людей, имевших дело с нападениями пчёл. Страх часто сопровождается паникой или волнением. Характерное жужжание вызывает у некоторых людей чувство раздражения, возникновение мурашек на теле, желание закрыть уши. У человека, страдающего данной фобией, вызывает отторжение сам вид осы или пчелы.

## Возникновение фобии
В тёплую погоду, чаще всего рядом с ульями и фруктами, а также рядом с цветами, деревьями и т. д.
Фобия может возникать у человека, который потерпел укус пчелы или осы либо же боится их укусов из-за аллергии или боли.

## Аллергия на пчёл, ос и других насекомых
Укусы пчёл, а также других насекомых могут вызывать аллергию. Если оса или пчела укусит человека с такой болезнью, он должен быть срочно доставлен в реанимационную, так как аллергия может вызвать смерть.